# Incidente ferroviario di Battipaglia
L'incidente ferroviario di Battipaglia fu un incidente ferroviario verificatosi il 9 novembre 1967 lungo la Ferrovia Tirrenica Meridionale, fra le stazioni di Battipaglia e San Nicola Varco, in provincia di Salerno.
Coinvolse i treni direttissimi MP Milano-Palermo "Conca d'oro" e, in senso inverso, il direttissimo 904, Palermo-Milano.

## Dinamica dell'incidente
Nei pressi della stazione di San Nicola Varco a 4 chilometri circa da Battipaglia una mandria di bufali aveva invaso la sede ferroviaria; alle 4:45 circa il guardiablocco della stazione di San Nicola Varco, allertato dai muggiti di bufali che si avviavano verso i binari dispose il segnale di partenza al rosso, per fermare il treno direttissimo 904, composto di 17 carrozze e diretto a Roma, che viaggiava con circa 30 minuti di ritardo. Il macchinista venne quindi avvisato della possibile presenza di animali sulla sede ferroviaria e ripartì procedendo a velocità ridotta, a circa 30 km/h. 
Percorsi circa 300 metri, intorno alle 4:55, scorse alla luce dei fanali l'intera mandria di bufali, una cinquantina, che occupavano i binari. Nonostante la frenatura rapida il locomotore investì in pieno i primi tre bufali deragliando; l'undicesima carrozza uscì dai binari e si abbatté sul fianco sinistro verso la campagna mentre la dodicesima deragliò invadendo l'altro binario.
Prima che ci fosse la possibilità di lanciare l'allarme, poco dopo, giungeva in senso inverso, lanciato alla velocità di circa 120 km/h, il direttissimo "Conca d'Oro" proveniente da Milano e diretto a Palermo che poco prima aveva transitato dalla stazione di Battipaglia.
Il treno era composto di 12 carrozze e un bagagliaio agganciato al locomotore. A bordo circa seicento passeggeri. Il segnale di protezione della stazione venne improvvisamente disposto al rosso ma lo spazio di frenatura era ormai troppo ridotto perché il macchinista potesse arrestarsi prima di investire i 29 bufali che dopo l'urto dell'altro treno si erano riversati sul binario libero. La violenza dell'impatto fece deragliare la locomotiva titolare, E.646.009, che continuò la sua corsa senza più controllo, abbattendo oltre 100 metri di muro di recinzione e i pali della linea elettrica lungo il tratto sollevandosi poi in alto e ricadendo infine in mezzo ad un campo dopo aver perso i tre carrelli trascinandosi dietro il solo bagagliaio rimasto agganciato.
Le altre carrozze, staccatesi con lo strappo violento, proseguirono per inerzia impattando contro il vagone deragliato del 904 che ingombrava il binario incastrandosi tra esse. Delle 13 carrozze 4, pur deragliate rimasero in linea, la quinta si rovesciò nella scarpata, la sesta penetrò per metà nel vagone dell'altro treno.
Sei carrozze del treno 904 si rovesciarono quindi sul fianco. Le due carrozze successive al bagagliaio furono quasi del tutto distrutte.
Un treno che stava per partire da Battipaglia venne arrestato appena in tempo. Giunsero quindi sul posto i ferrovieri con i carabinieri del paese vicino, i vigili del fuoco di Salerno, la polizia e le ambulanze dei centri vicini, reparti militari presenti nell'area.

## Le vittime
Tra i rottami decine di carcasse di bufali smembrati. Almeno 500 persone erano dislocate nelle 18 carrozze del "Conca d'oro" e altrettante nel 904. Vennero disposti quattro gruppi elettrogeni alla cui luce e a quella dei fari degli automezzi, i soccorritori estrassero le persone incastrate tra i rottami allineando le vittime sul prato adiacente mentre i feriti venivano trasportati, con ogni mezzo disponibile, verso gli ospedali di Eboli e Battipaglia.
Il bilancio fu di dodici morti e 72 feriti, 48 dei quali in gravi condizioni; il maggior numero di vittime venne estratto dalla prima carrozza dopo il bagagliaio del Conca d'Oro. L'unica vittima del treno 904 fu estratta ancor viva ma morì durante il trasporto all'ospedale di Eboli.
I passeggeri illesi vennero trasbordati verso Battipaglia e Albanella con autobus approntati dalle FS.

## Le indagini
Furono aperte due inchieste, una della magistratura e l'altra delle Ferrovie dello Stato allo scopo di accertare il motivo per cui una cinquantina di bufali era potuta uscire dal recinto e si era avviata verso la ferrovia occupandone la sede delimitata solo da un muro in pietra di circa 1,5 m di altezza da un lato e da una breve ringhiera dall'altro. Un'ipotesi al vaglio degli inquirenti fu che la mandria fosse stata spinta sulla ferrovia per evitare il difficile guado di un torrente ingrossatosi in seguito a un precedente nubifragio.
Le indagini dimostrarono che dei malviventi erano intenti a rubare le bufale da una azienda agricola che confinava con i binari della ferrovia.

## Conseguenze
Dopo il disastro e le conseguenti indagini, per evitare nuove sciagure, le FS decisero di recintare la strada ferrata.